# Milagros de Jesús (serie de televisión)
Milagros de Jesús (Portugués: Milagres de Jesus) es una serie de televisión brasileña producida y transmitida por RecordTV. Se estrenó el 22 de enero de 2014 y finalizó el 24 de febrero de 2015. Fue la quinta miniserie bíblica producida por RecordTV, sucediendo a José do Egito. Cada episodio de la serie, tuvo un costo estimado de R $ 900.000.

## Sinopsis
Se presentan historias emocionantes, con tramas cautivadoras sobre las luchas que enfrentan los personajes bíblicos. Cada episodio busca dar enseñanzas de amor, esperanza, coraje y perseverancia de personas que, a través de la fe, recibieron los Milagros de Jesús.

## Reparto
- Flávio Rocha como Jesús
- Caio Junqueira como Simão
- Marcello Gonçalves como André
- Maurício Ribeiro como Tiago
- Rodrigo Vidigal como João
- Pierre Santos como Mateus
- Pedro Coelho como Tomé
- Diogo Cardoso como Judas
- Giselle Itié como Noemi

## Episodios

### Temporada 1 (2014)
- 1 "La pesca maravillosa"[3]
- 2 "La mujer encorvada"
- 3 "Leprosos de Genesaré"
- 4 "Mano marchita"
- 5 "El demoníaco de Gerasa"
- 6 "La curación del sirviente del centurión"
- 7 "Tocando su túnica"
- 8 "El inválido del estanque de Betesda"
- 9 "El hombre hidro"
- 10 "La Hija de Jairo"
- 11 "Los sordos de Decápolis"
- 12 "La curación del ciego al nacer"
- 13 "La resurrección del hijo de la viuda"
- 14 "La curación de los ciegos de Jericó"
- 15 "La curación del paralítico de Cafarnaum"
- 16 "La curación de un niño poseído"
- 17 "Los diez leprosos"
- 18 "Milagros en Genesaré"

### Temporada 2 (2015)
- 1 "La curación del hijo del rey"
- 2 "El pecador que ungió los pies de Jesús"
- 3 "Milagros junto al mar"
- 4 "Los demonizados de Capernaum"
- 5 "Un ciego en Betsaida"
- 6 "El publicano y el joven rico"
- 7 "La mujer cananea"
- 8 "Los ciegos y mudos demonizados"
- 9 "La multiplicación de pan y pescado"
- 10 "La mujer samaritana"
- 11 "Milagros en Samaria"
- 12 "La mujer adúltera"
- 13 "La resurrección de Lázaro"
- 14 "La curación del siervo del sumo sacerdote"
- 15 "Barrabás"
- 16 "Los dos ladrones"
- 17 "La crucifixión"